# Houyet
Houyet ist eine Gemeinde in der Provinz Namur im wallonischen Teil Belgiens.
Die Gemeinde besteht neben Houyet aus den Ortsteilen Ciergnon, Finnevaux, Hulsonniaux, Mesnil-Église, Mesnil-Saint-Blaise, Celles, Custinne, Hour  und Wanlin.

## Verkehr
- Eisenbahnlinie Athus-Meuse nach Bertrix und Dinant

## Historische Bauwerke
Eine bemerkenswerte Anlage ist das Schloss Vêves, das in der Nähe des Ortsteils Celles steht.
Das Königliche Schloss bei Ciergnon ist die Sommerresidenz der belgischen Königsfamilie und von König Albert II.

## Bilder

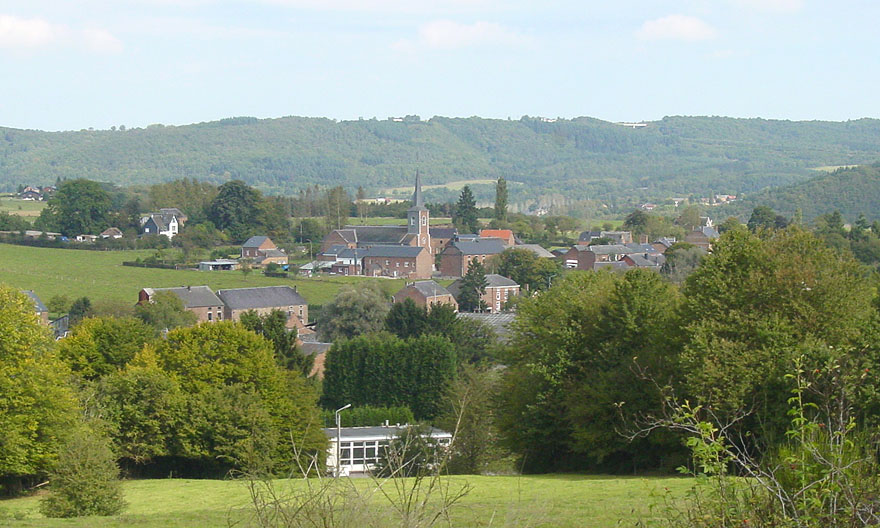
Blick auf Hour
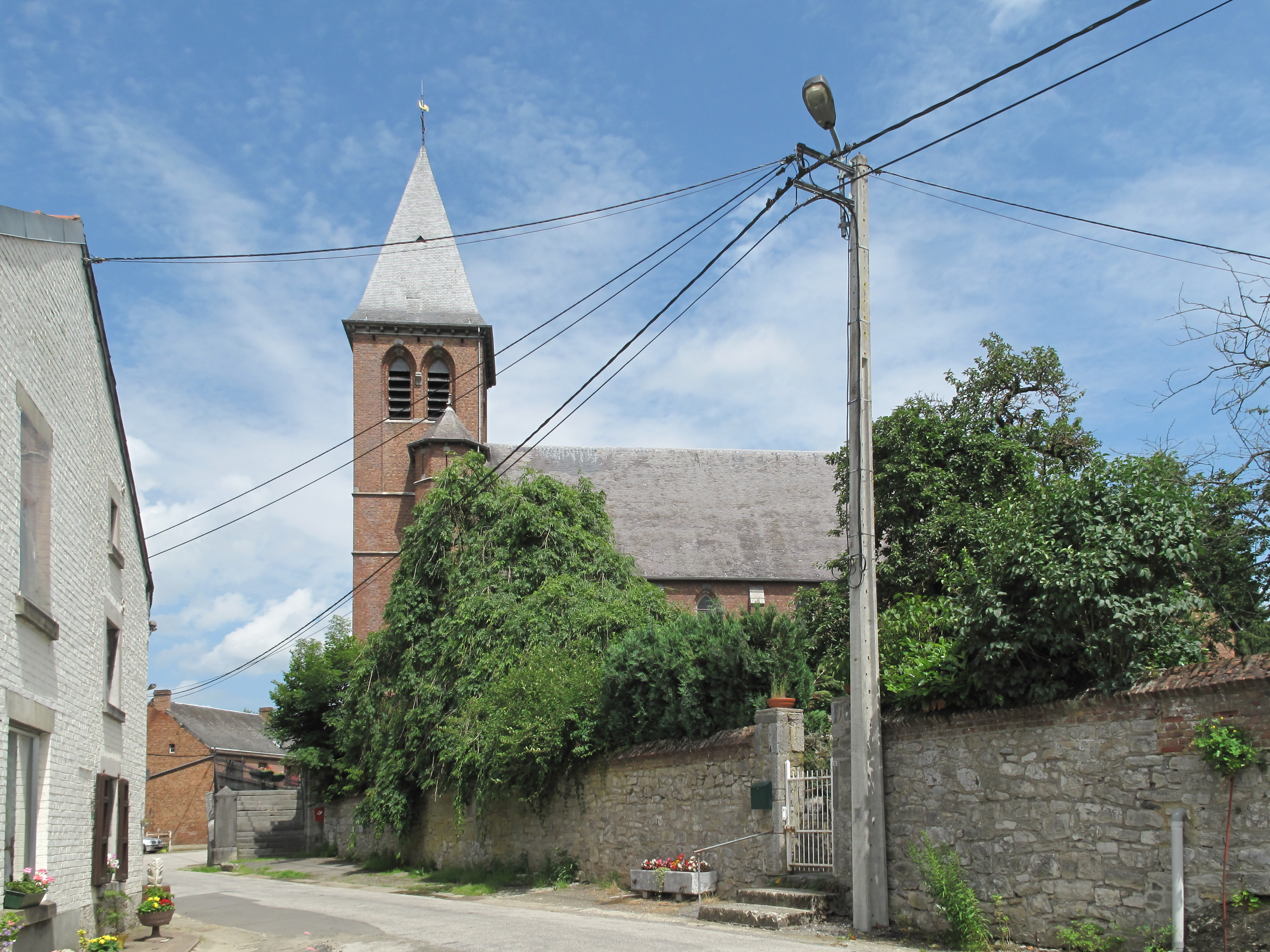
Ciergnon, Kirche
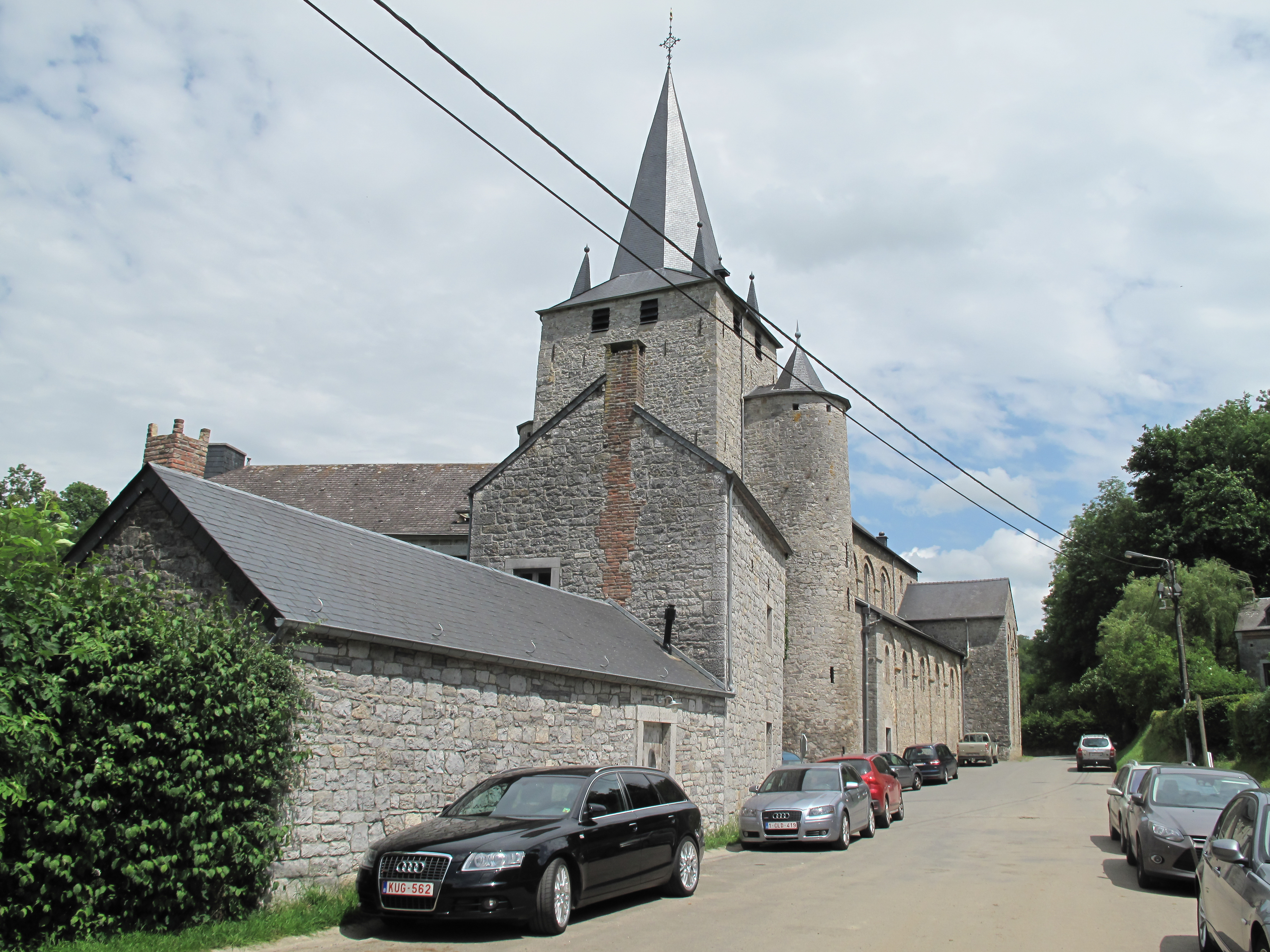
Celles, Kirche Saint-Hadelin
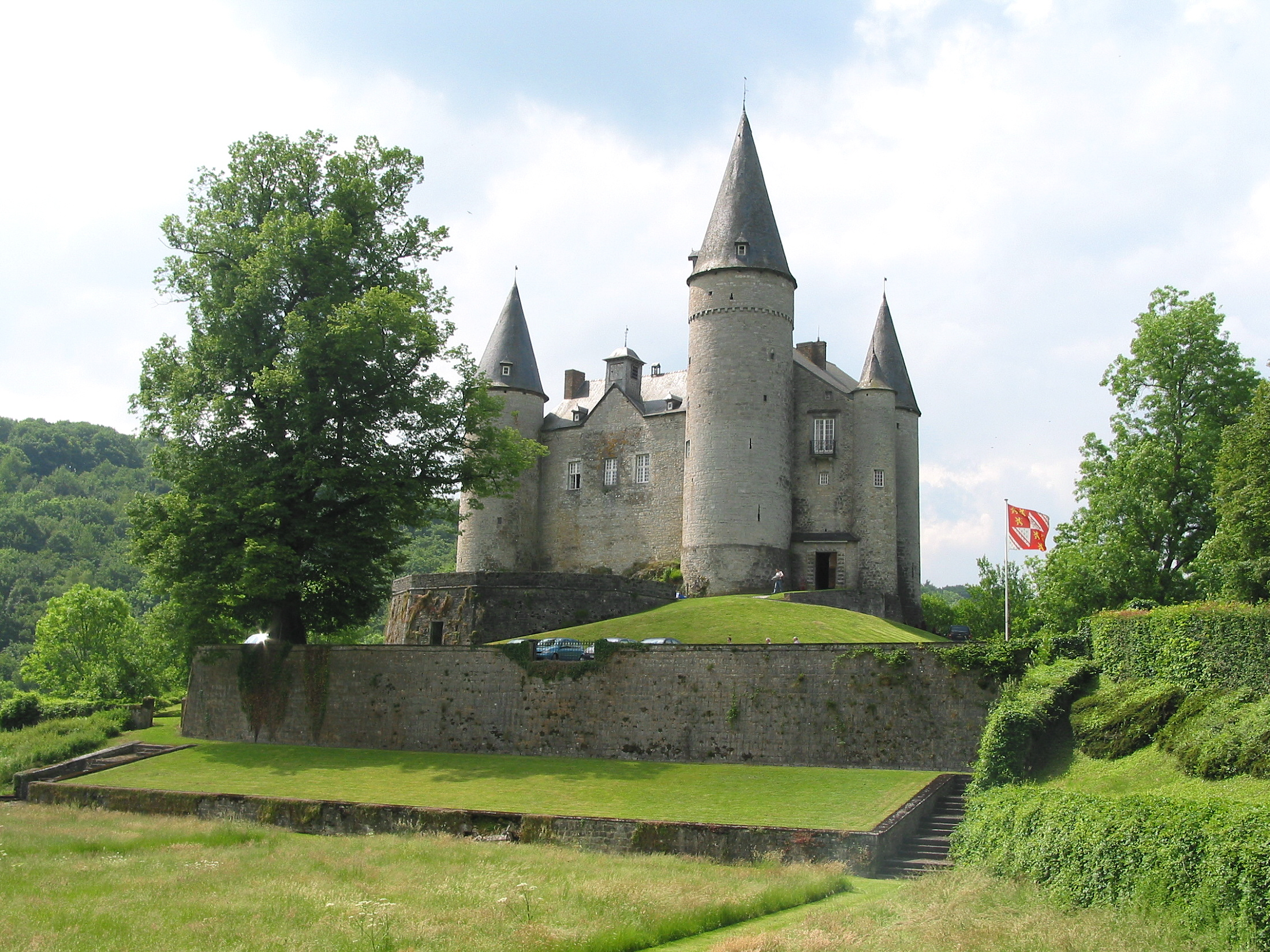
Schloss Vêves bei Celles
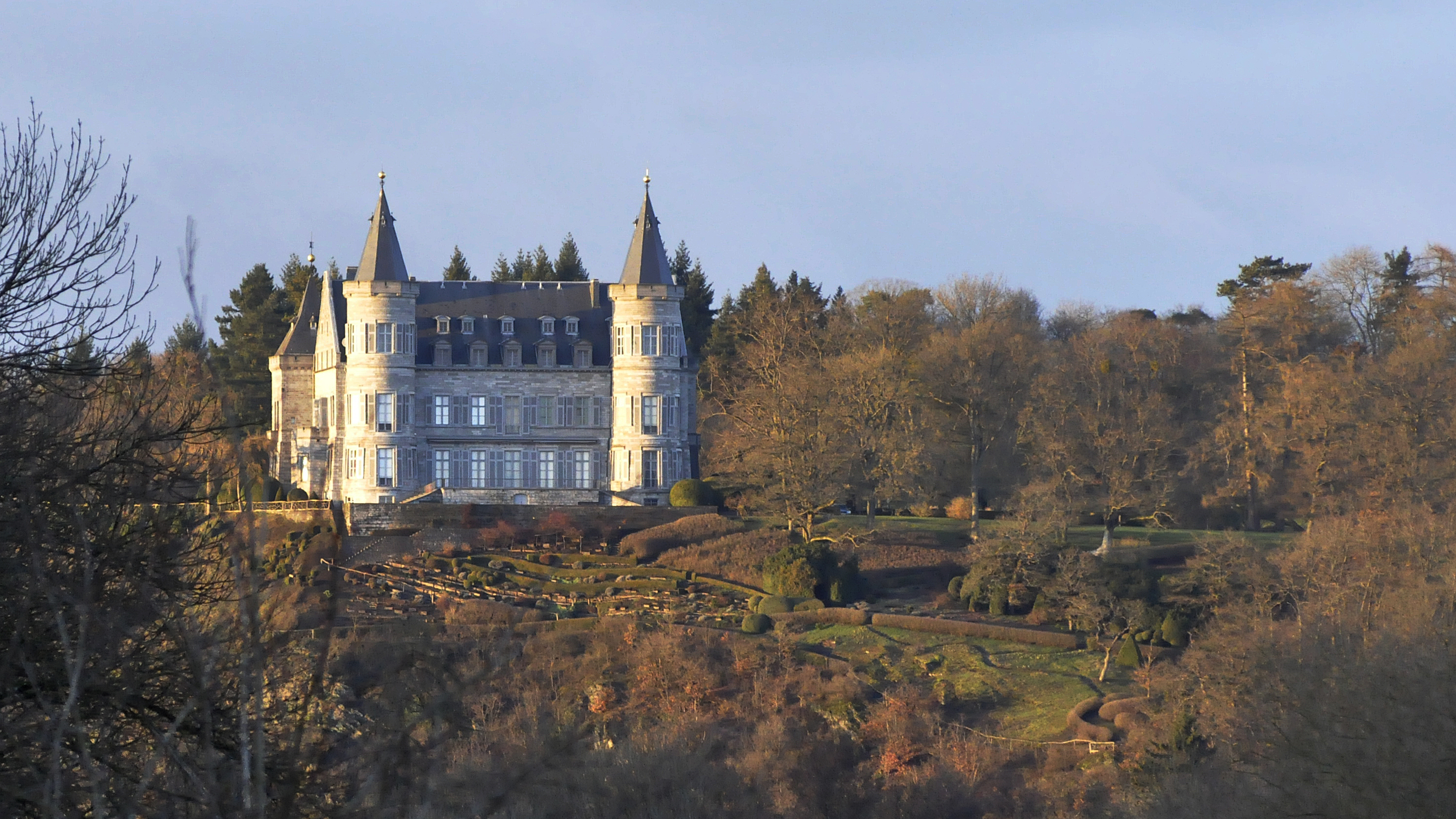
Schloss Ciergnon

## Persönlichkeiten
- Théophile Tavier (1889–1944), Geistlicher, NS-Opfer